# 江汉路
江汉路是中華人民共和國湖北省武汉市的一條商业步行街。

## 地理位置
江汉路位于武汉汉口江岸区与江汉区的交界处，东南起自沿江大道的江汉关大楼，向西北延伸，和中山大道交汇，直到解放大道止。沿路与黄陂街、洞庭街、鄱阳街、花楼街、江汉一、二、三路、铭新街、吉庆街等垂直相交，全长1550米。
江汉路并非全程是步行街，从解放大道至江汉四路与铭新街交汇处段可以行车，其中京汉大道至江汉四路与铭新街交汇处2车道单向，解放大道至京汉大道4车道。

## 历史

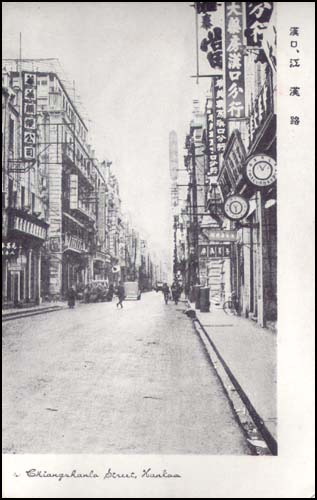
1940年代的江汉路

江汉路原名广利巷，是一条从江边到鄱阳街口300米长的土路。1861年汉口开埠，拓宽为碎石马路，命名为“太平路”。清末由南向北延伸至花楼街口。
1901年，汉口的“地皮大王”刘歆生将自己贷款购买的汉口张公堤城墙内外的一片低洼地捐献给当年的汉口英租界，英国方面为了表彰他的行为，就将在该地段修筑的道路命名为“歆生路”，也就是江汉路的前身。歆生路开始在华界和租界之间充当商品集散地的角色，已经显露繁华之像。
1927年，北伐的国民政府收回包括歆生路的汉口英租界，并将国民政府北迁至汉口。当局将太平路和歆生路（从花楼街口至循礼门段）统一管理，以路南段江汉关“江汉”2字为名，命名为江汉路。
1929年，歆生路第一次整修。在当时，亨达利钟表店和中英药房都已存在，歆生路已经成为大武汉最繁华的街道之一。20世纪30年代，曾有“车马如梭人似织，夜深歌吹未曾休”的诗名来形容它，也有“小香港”的提法。
抗日战争爆发后，全国陷入一片战争的恐慌状态，武汉很快陷落，歆生路在战乱中也不能幸免于难，百业凋敝，一片破败。
日本战败后的1946年10月，汉口市国民政府开展新生活运动，泥泞不平的路面也开始用沥青铺筑。 
1949年5月16日，中国人民解放军控制了武汉全境。30日，军管会接管武汉中国国货公司，1950年5月1日，武汉市百货公司中心门市部成立，这是当年湖北省最大的商场。 
20世纪80年代，中国大陆改革开放后，江汉路开始成为一条武汉的商业金融街，商铺云集，更显繁华。江汉路虽然经历百年风雨，但1930年代以前建设的西洋建筑却依然保存完好。经过几十年的发展，江汉路地处汉口商业中心，以其优秀的历史文化、独特的建筑风格、浓郁的地方特色和繁荣的商业氛围，成为闻名海内外的商业街。1985年被授予“全国商业文明一条街”称号。

## 步行街

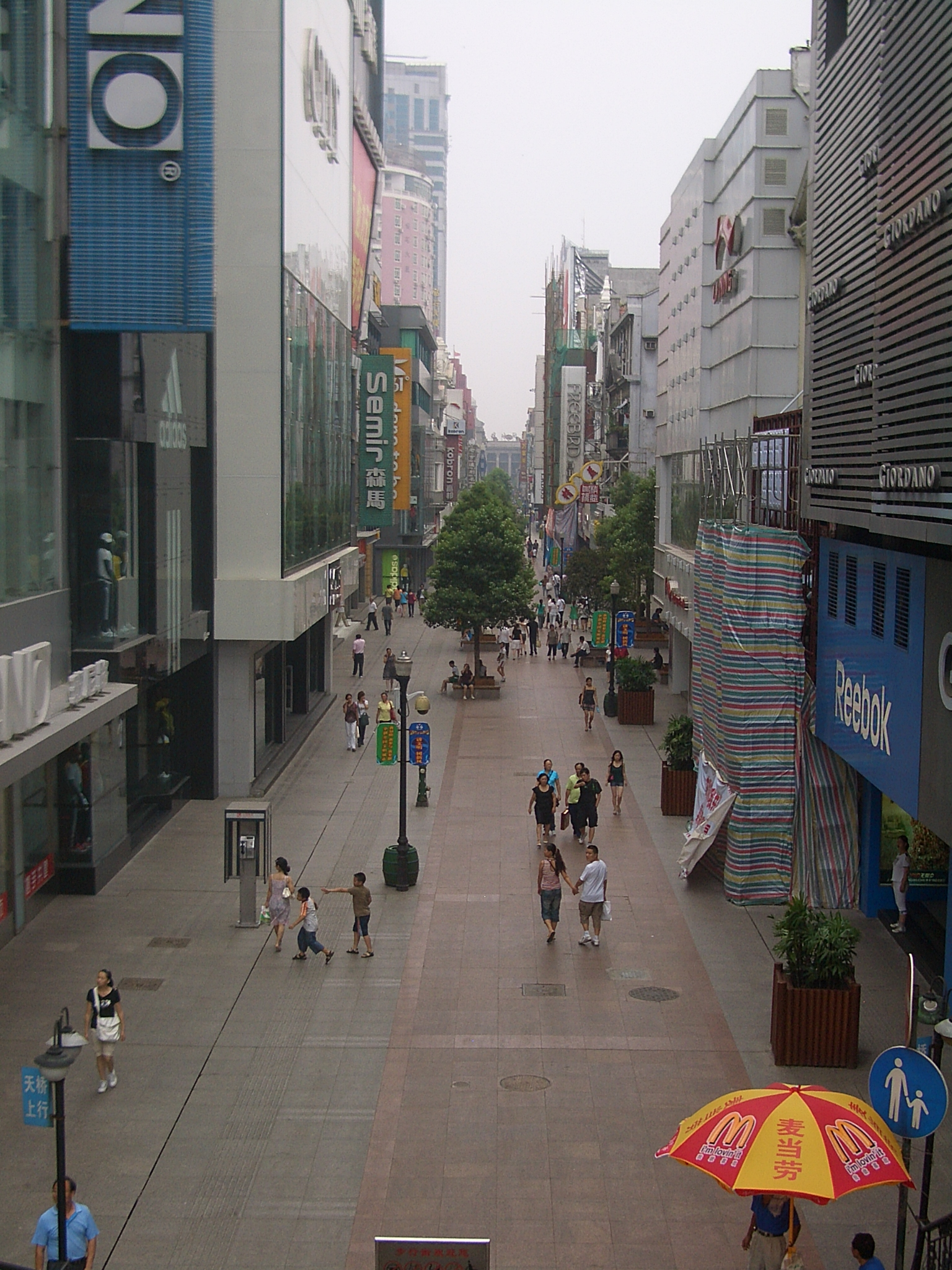
江汉路(2008年)

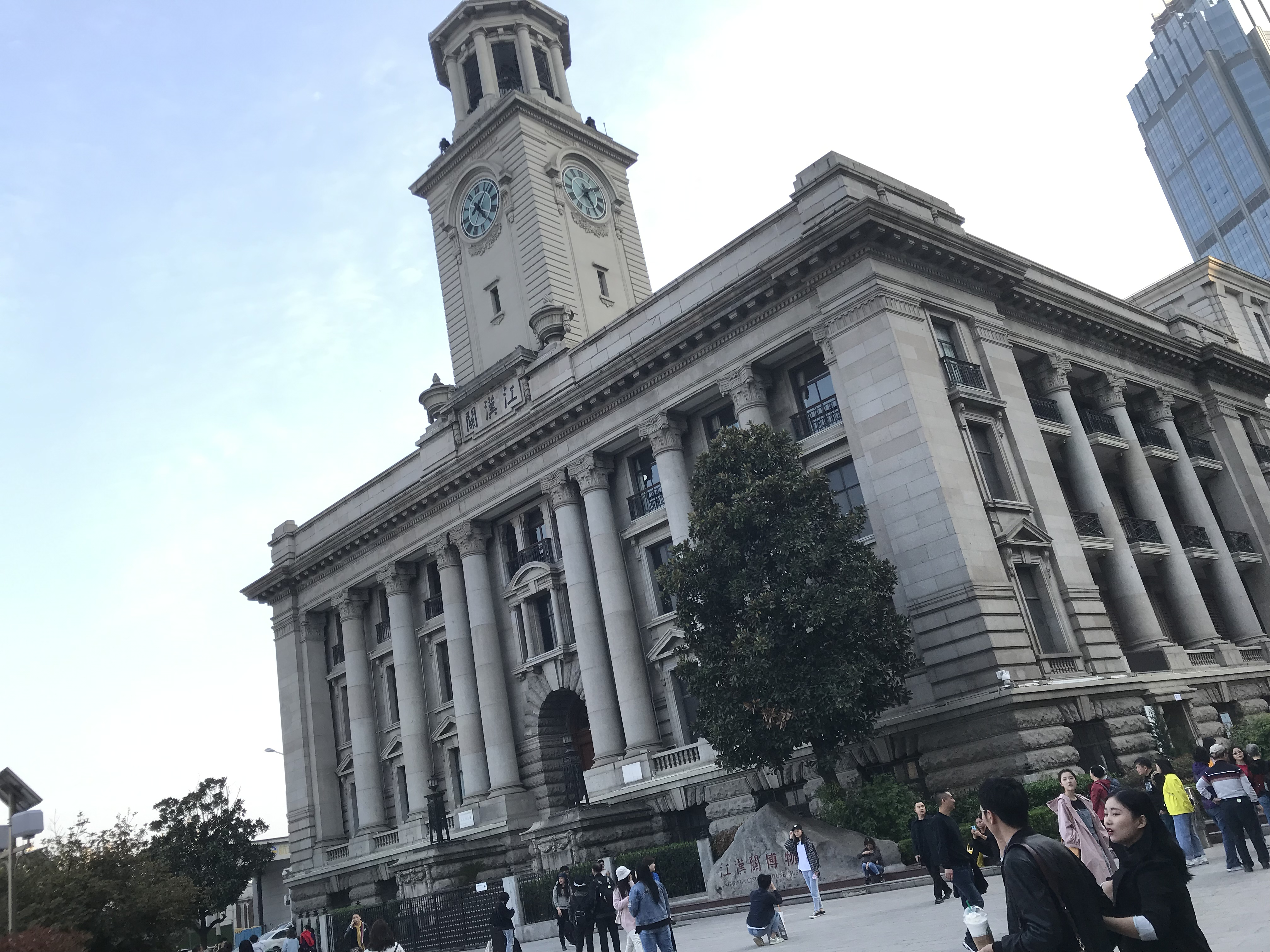
江汉关大楼，位于江汉路南端的起点，是武汉市的标志性建筑之一。

2000年2月底，武汉市政府决定将江汉路改建为步行街，将这条百年商业老街改造成一条集精品购物、休闲旅游于一体的新型商业步行街。步行街于2000年9月22日正式开街。现在成为汉口最繁华的区域之一。步行街长达1210米，曾号称是目前中国最长的步行街。

## 争议
江汉路北端曾有老京汉铁路循礼门车站，早在民国时期，本道路便横亙于车站站场。在1949年后的城市发展中，站场的狭小对货运运输无益，且如此站场格局，一旦有车停靠，江汉路道口便会封闭，不少武汉市民会横越股道甚至钻车到达另一侧，引发诸多事故，安全隐患极大。循礼门站后于1996年完全停止使用，仅存站房，后站房因土地开发被拆除。开发商和记黄埔曾许诺异地复建。江汉路中段因修建武汉地铁2号线而拆除了一批优秀的历史建筑。此两次事件曾引发广泛争议。江汉路南段临近花楼街区域紧靠江汉关，而开发商和记黄埔将在此处修建高达200米的摩天大楼。

## 交通
江汉路北端设有循礼门站（曾命名江汉路站，为避免与2号线同名站点混淆故改名），可于此站乘坐武汉地铁1号线和2号线。中山大道与江汉路交汇处设有2号线及6号线的换乘车站——江汉路站。。